# Irene Ducena
Irene Ducena (em grego: Ειρήνη Δούκαινα; romaniz.: Eirēnē Doukaina; c. 1066 - 19 de fevereiro de 1123 ou 1133) era a esposa do imperador bizantino Aleixo I Comneno (r. 1081–1118), mãe do também imperador João II (r. 1118–1143) e da historiadora Ana Comnena.

## Biografia
Irene nasceu em 1066, filha de Andrônico Ducas e de Maria da Bulgária, neta de João Vladislau da Bulgária. Andrônico era o sobrinho do imperador Constantino X Ducas e primo de Miguel VII Ducas.
Irene se casou com Aleixo em 1078, aos onze anos de idade. Por esta razão, a família Ducas apoiou Aleixo em 1081, quando uma disputa pelo trono imperial surgiu após a abdicação de Nicéforo III Botaniates. A mãe de Aleixo, Ana Dalassena, uma inimiga de longa data da família Ducas, pressionou seu filho a se divorciar da jovem Irene e se casar com Maria da Alânia, a ex-esposa tanto de Miguel VII quanto de Nicéforo III. Irene acabou send barrada da cerimônia de coroação, mas a família Ducas convenceu o patriarca grego ortodoxo de Constantinopla, Cosme I, a coroá-la também, o que ele fez uma semana depois. Ana Dalassena consentiu, mas forçou Cosme a renunciar logo depois. Ele foi sucedido por Eustrácio Garidas.
Ana continuou a viver no palácio imperial e a se meter nos assuntos do filho até a morte, vinte anos depois. É possível que Maria de Alânia também tenha vivido no palácio e havia rumores de que Aleixo tinha um caso amoroso com ela. A historiadora Ana Comnena, filha de Aleixo e Irene, negou ferozmente o boato, mesmo tendo ela nascido apenas dois anos depois dele, em 1 de dezembro de 1083.

## Personalidade
Ana pode ter, em sua história, limpado o nome de sua família e ela não tem nada além de elogios a fazer sobre seus pais. Ela descreve a sua mãe em grande riqueza de detalhes:
| “ | Ela permanecia erguida como uma jovem árvore, ereta e sempre verde, todos os seus membros e outras partes de seu corpo absolutamente simétricas e em harmonia entre si. Com sua aparência adorável e voz encantadora, ela nunca deixou de fascinar a todos os que a viram e ouviram. Sua face brilhava com a luz cálida da lua; não era uma face completamente redonda de uma mulher assíria, nem longa, como a face dos citas, mas apenas um ligeiramente oval no formato. Havia tons de rosa em suas bochechas, visíveis a longa distância. Seus olhos azuis-claros eram ao mesmo tempo alegres e sérios: seu encanto e beleza atraíam, mas o temor que eles causavam confundia tanto o interlocutor que ele não conseguir nem olhar e nem desviar o olhar... Geralmente, ela acompanhava suas palavras com gestos graciosos e suas mãos, nuas até os pulsos, poderia se dizer que eram marfim esculpido por algum artesão no formato de mãos e dedos. As pupilas de seus olhos, com o azul brilhante das grandes ondes do mar, relembravam o mar calmo, sereno, enquanto que o branco que as circundavam brilhava por contraste, de forma que o olho todo adquiria um lustre e um charme inexplicável. | ” |
|   | — Ana Comnena sobre Irene, sua mãe. |   |

Irene era tímida e preferia não aparecer em público mas, mesmo assim, ela era severa quando agia oficialmente como imperatriz (basileia). Ela preferia realizar suas tarefas domésticas e gostava de ler hagiografias e de dar esmolas para monges e mendigos. Ainda que Aleixo tenha tido Maria como sua amante no início de seu reinado, no final ele e Irene estavam genuinamente apaixonados (a se dar crédito ao relato de Ana). Irene geralmente o acompanhava em suas expedições, incluindo a que ele realizou contra o príncipe Boemundo I de Antioquia em 1107 e até o Quersoneso em 1112. Nelas, Irene atuava como enfermeira de seu marido, que sofria de gota nos pés. De acordo com Ana, ela também agia como uma forma de guarda-costas, pois havia constantes conspirações contra Aleixo. A insistência do imperador em tê-la por perto nas campanhas pode sugerir que ele não confiava completamente nela a ponto de deixá-la sozinha na capital imperial. Quando ela de fato ficava, ela agia como regente tendo Nicéforo Briênio, marido de Ana e seu genro, como conselheiro.

## Morte de Aleixo
Irene frequentemente sugeria que Aleixo nomeasse Nicéforo e Ana como seus herdeiros, passando por cima de seu filho mais jovem João. De acordo com Nicetas Coniates, que a representa mais como uma bruxa irritante do que uma esposa devotada, ela "...lançou mão de toda a sua influência para apoiar a sua filha Ana e não perdia oportunidade de caluniar o filho deles, João...zombando dele como sendo rude, amante dos prazeres e de caráter fraco". Aleixo, preferindo criar uma dinastia estável através de seu filho, ou a ignorou fingindo estar ocupado com outros assuntos, ou, pelo menos, perdeu a paciência e a repreendeu por sugerir tais coisas.
Irene cuidou de Aleixo em seu leito de morte em 1118 enquanto conspirava para tentar colocar Nicéforo e Ana como sucessores. Aleixo já tinha prometido o trono a João e, quando ele tomou o anel com o sinete do pai, Irene o acusou de traição e roubo. Quando Aleixo finalmente morreu, ela sentiu uma tristeza genuína e vestiu as roupas de luta de sua filha Eudóxia, cujo marido tinha morrido antes. Porém, ela logo conspirou com Ana contra João, mas sem sucesso, acabando as duas sendo exiladas no Mosteiro de Kecharitomene, que Irene havia fundado uns anos antes. Não foi exílio difícil e Irene viveu ali em paz, distribuindo comido para os pobres e educando jovens garotas órfãs. Ela pode ter inspirado a história escrita por seu genro Nicéforo Briênio e se correspondia (e patrocinava) diversas figuras literárias, incluindo Teofilacto de Ácrida e Miguel Itálico.

## Família e filhos
Irene morreu em 19 de fevereiro, em 1123 ou 1133, provavelmente este último. Com Aleixo I Comneno ela teve nove filhos:
- Ana Comnena (1083–1153)
- Maria Comnena
- João II Comneno (1087–1143)
- Andrônico Comneno
- Isaac Comneno (†1182)
- Eudóxia Comnena
- Teodora Comnena, que se casou com Constantino Ângelo. Entre os filhos dela estava João Ducas (que tomou o sobrenome de sua avó) e Andrônico Ângelo, pai dos imperadores Aleixo III Ângelo e Isaac II Ângelo.
- Manuel Comneno
- Zoe Comnena